# Dukes County
Dukes County är ett område i sydöstra delen av delstaten Massachusetts i USA. Dukes County består av öarna Martha's Vineyard och Chappaquiddick Island och ögruppen Elizabethöarna. Dukes är ett av fjorton counties i delstaten. Den administrativa huvudorten (county seat) är Edgartown. År 2010 hade Dukes County 16 535 invånare.

## Geografi
Enligt United States Census Bureau har Dukes County en total area på 1 272 km². 269 km² av den arean är land och 1 003 km² är vatten. 

### Angränsande countyn
- Barnstable County, Massachusetts - nordöst
- Plymouth County, Massachusetts - nord
- Bristol County, Massachusetts - nordväst
- Nantucket County, Massachusetts - öst